# بابي دجيلوبودجي
بابيس ميسون دجيلوبودجي (بالفرنسية: Papy Djilobodji)‏ (مواليد 1 ديسمبر 1988) هو لاعب كرة قدم سنغالي يلعب حاليًا لصالح نادي نانت.

## روابط خارجية
- بابي دجيلوبودجي على موقع الاتحاد الدولي (مؤرشف)  (الإنجليزية)
- بابي دجيلوبودجي على موقع اتحاد تركيا (لاعب) (الإنجليزية)
- بابي دجيلوبودجي على موقع قاعدة بيانات كرة القدم.إي يو (الإنجليزية)
- بابي دجيلوبودجي على موقع ناشيونال فوتبول تيمز (الإنجليزية)
- بابي دجيلوبودجي على موقع Soccerbase.com (لاعب) (الإنجليزية)
- بابي دجيلوبودجي على موقع Soccerway.com (الإنجليزية)
- بابي دجيلوبودجي على موقع عالم كرة القدم.نت (الإنجليزية)
- بابي دجيلوبودجي على موقع AS.com (الإسبانية)
- صفحة اللاعب على Foot-National